# Pán Péter – Visszatérés Sohaországba
A Pán Péter – Visszatérés Sohaországba (eredeti cím: Return to Neverland) 2002-ben bemutatott amerikai–kanadai–ausztrál 2D-s számítógépes animációs film, amely az 1953-ban bemutatott Pán Péter című rajzfilm folytatása. Az animációs játékfilm rendezője Robin Budd, producerei Cheryl Abood, Christopher Chase, Michelle Pappalardo-Robinson
és Dan Rounds. A forgatókönyvet Temple Mathews írta, a zenéjét Joel McNeely szerezte. A mozifilm a Walt Disney Pictures és a DisneyToon Studios gyártásában készült, a Buena Vista Pictures forgalmazásában jelent meg. Műfaja zenés, kalandos fantasy filmvígjáték.
Amerikában 2002. február 15-én, Magyarországon 2002. március 28-án mutatták be a mozikban.

## Cselekmény
A történet néhány évvel az előző film után játszódik. Wendy Darling már felnőtt, és két gyermeke van. Kitört a második világháború, és Wendy férje a hadseregben szolgál.
Wendy gyakran mesél a gyerekeinek Pán Péterről, akivel gyermekkorában találkozott. Wendy lánya, Jane már nem hisz a történeteknek. Egy éjszaka Jane-t elrabolja Hook kapitány és kalózai. Hook ugyanis összetéveszti Jane-t Wendyvel, és csapdába akarja csalni régi ellenségét, Pán Pétert, azzal fenyegetőzve, hogy „Wendyt” megeteti a polippal (az előző kaland krokodiljának megfelelője).
Pán Péter megmenti Jane-t, akiről eleinte ő is azt hiszi, hogy ő Wendy. Jane-ről hamarosan kiderül, hogy nagyon különbözik az anyjától. Nem akarja, hogy bármi köze legyen Péterhez és bandájához, csak haza akar menni, amilyen hamar csak lehet. Hook ügyesen rájátszik erre azzal, hogy alkut köt Jane-nel. Így elkaphatja Pétert és az Elveszett Fiúkat.
Végül Jane hinni kezd Péterben, és megtanul repülni. Miután megmentette az Elveszett fiúkat és Pétert Hooktól, Jane hazatér.

## Televíziós megjelenések
HBO, HBO 2, Disney Channel 